# Uichteritz
Uichteritz este o comună din landul Saxonia-Anhalt, Germania.